# Paul Gurk

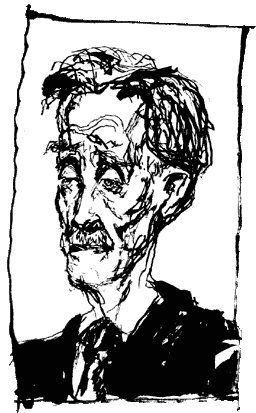
Selbstbildnis 1952

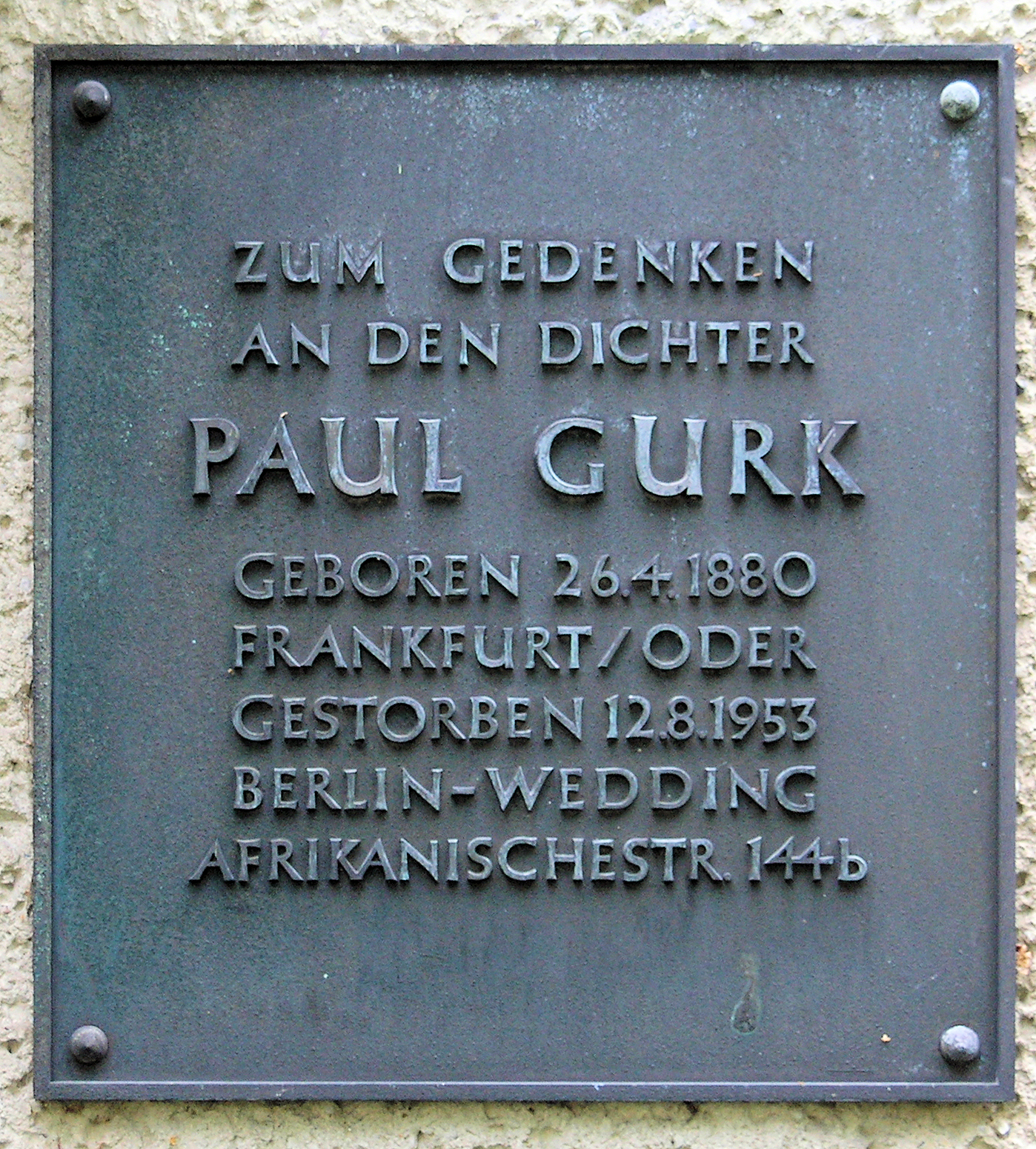
Gedenktafel am Haus Afrikanische Straße 144b, in Berlin-Wedding

Fritz Otto Paul Gurk (Pseudonym: Franz Grau; * 26. April 1880 in Frankfurt (Oder); † 12. August 1953 in Berlin-Wedding) war ein deutscher Dramatiker, Erzähler und Romancier. Für seinen historischen Roman Thomas Münzer erhielt er 1921 den Kleist-Preis. Trotz seines umfangreichen Werkes von über 40 Dramen und 50 Romanen (25 veröffentlicht) gilt er als vergessener Schriftsteller.

## Leben

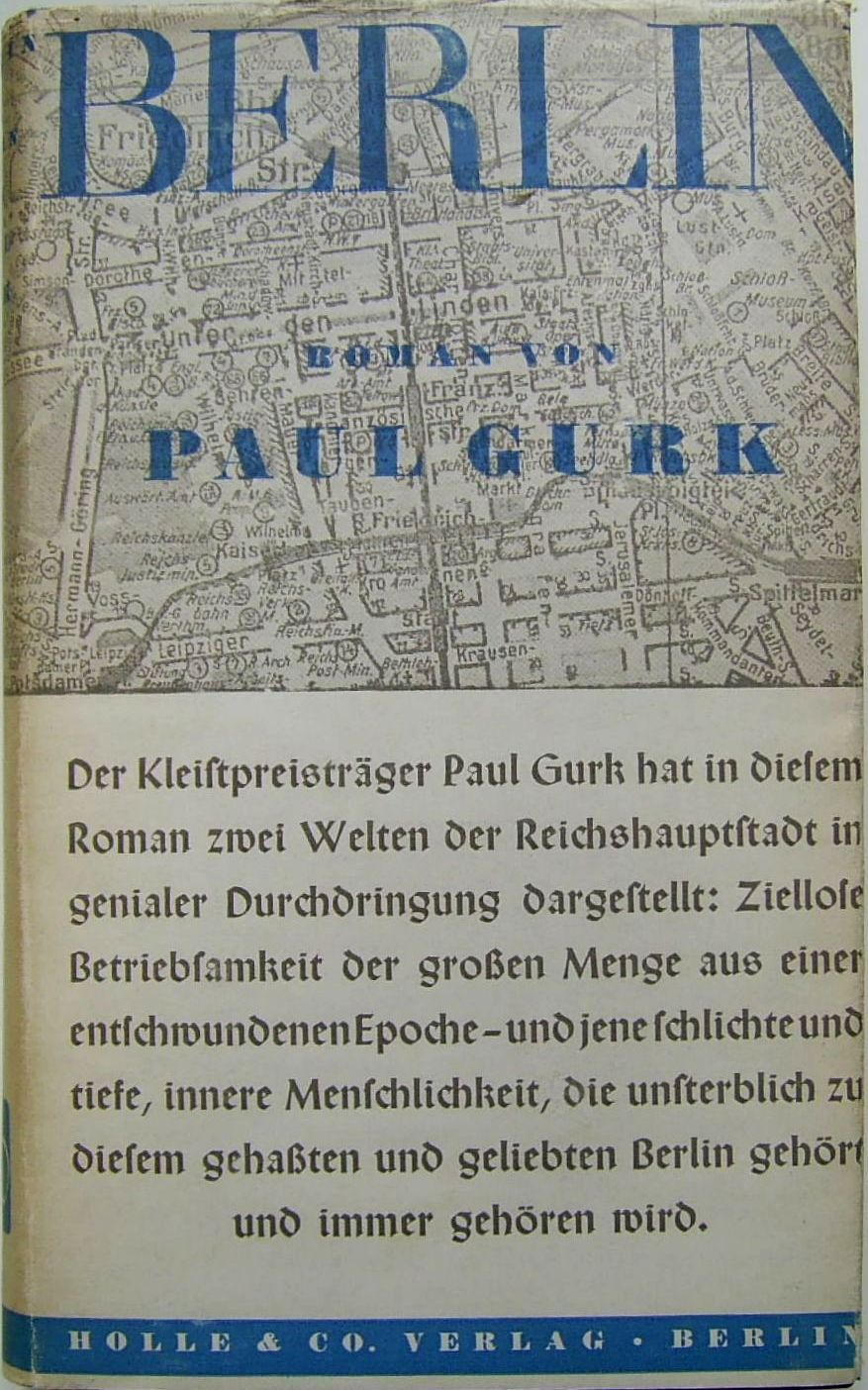
Berlin, Erstausgabe 1934

Paul Gurk war der Sohn eines Postkutschers aus Frankfurt (Oder). Nach dem frühen Tod seines Vaters wuchs er als Pflegekind bei einem Onkel in Berlin auf. Er besuchte die Volks- und Realschule, musste jedoch letztere vorzeitig abbrechen. Er wechselte in die sog. „Präparandenanstalt“ eines Lehrerseminars; diese Ausbildung brach er jedoch ebenfalls ab. Ab 1900 war er 24 Jahre lang, anfangs als Bürogehilfe und später als städtischer Beamter, in verschiedenen Ämtern des Berliner Magistrats beschäftigt und brachte es dabei bis zum Obersekretär des Standesamtes. Im Jahr 1924 bat er um eine vorzeitige Entlassung, um als freier Schriftsteller zu leben, doch wurde er erst 1934 pensioniert.
Gurk erreichte aber erst 1945 das reguläre Pensionsalter von 65 Jahren. Seine Nachkriegsversuche, nun volle Altersversorgung der Berliner Senatsverwaltung zu erhalten, scheiterten zunächst, weil Unterlagen verloren gegangen waren, später durch die Teilung Berlins: Gurk lebte im Westteil, seine Akten lagen im Osten. Ab 1951 setzte sich Kultursenator Joachim Tiburtius (CDU) für den Schriftsteller ein. Der frühere Magistratsobersekretär Gurk erhielt erst ab Frühjahr 1953 volle Altersbezüge. Er starb im August 1953 im Jüdischen Krankenhaus.
Sein Grab befindet sich auf dem Friedhof der Oberpfarr- und Domkirche zu Berlin, Müllerstraße 72/73, Berlin-Mitte (Wedding), nur wenige hundert Meter von seiner letzten Wohnung in der Afrikanischen Straße 144b entfernt. Es war bis zum Jahr 2009 als Ehrengrab der Stadt Berlin gewidmet.

## Werk

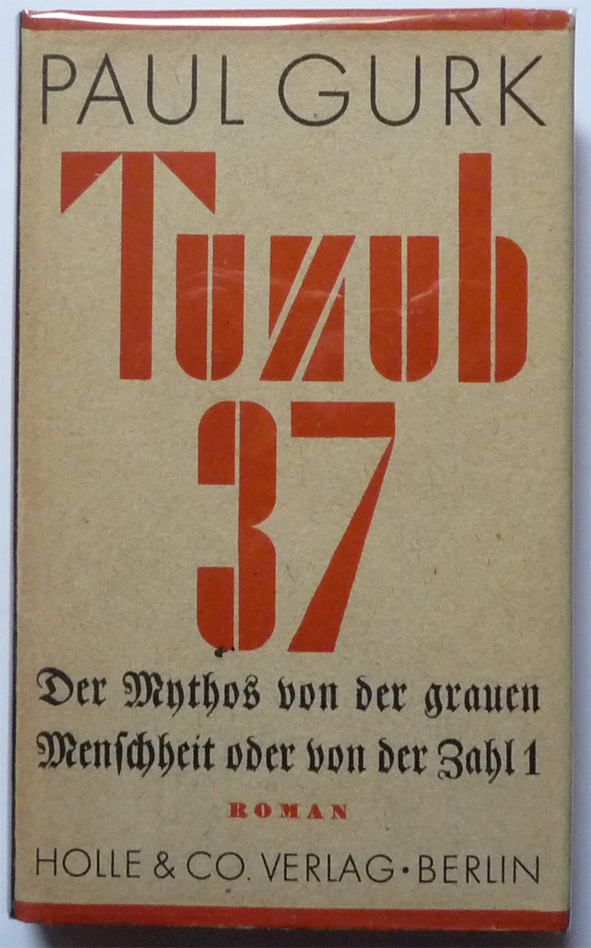
Erstausgabe, Berlin 1935

Gurk hatte erst 1912 mit dem Schreiben begonnen und 1921 überraschend den Kleist-Preis für sein Stück Thomas Münzer erhalten. Thomas Mann verlieh ihm 1924 den Romanpreis der Kölnischen Zeitung. Seine Tragödie Wallenstein und Ferdinand II. wurde 1927 noch erfolgreich aufgeführt. Doch schon kurz danach war er bereits so vergessen, dass er 1930 resigniert feststellte: „Ich bin heute genauso verschollen wie vor 1921.“
Sein schriftstellerisches Interesse galt dem Einzelnen in der Gesellschaft, oftmals in der großen Stadt. In seinem Großstadtroman Berlin (entstanden zwischen 1923 und 1925, aber erst 1934 gedruckt) erzählt Gurk die Geschichte des Buchtrödlers Eckenpenn, der seinen Bücherkarren im jüdischen Textilviertel an der Markgrafenstraße stehen hat und das pulsierende Leben um sich herum beobachtet. In dem Roman Laubenkolonie Schwanensee (1936 entstanden und 1949 gedruckt) adaptiert er Metaphern seines Frankfurter Landsmannes Gottfried Benn mit parodistischer Brechung, indem er sie aufs Kleingartenmilieu überträgt. Sein Kiezroman Ein ganz gewöhnlicher Mensch spielt im Afrikanischen Viertel im Norden Berlins, dem letzten Wohnort Paul Gurks. Die autobiografische Projektionsfigur, der Witwer und Einzelgänger Gerhard Ulenhorst, vermittelt darin seine Sicht auf die Berliner Nachkriegssituation um 1950. Der Protagonist führt ein isoliertes Dasein als Nachtwächter und schreibt seine täglichen Beobachtungen im Großstadtkiez auf der Schreibmaschine nieder. Sein Stadtroman Feldstraße 23, der die Geschichte eines zerstörten Hinterhauses erzählt, ist Fragment geblieben.
Für den Rest seines Lebens führte der eigenbrötlerische Autor eine kümmerliche Existenz als freier Schriftsteller. Während der Zeit des Nationalsozialismus geriet Gurk in Konflikt mit der Regierung; einige seiner Werke wurden verboten. Von 1943 bis 1945 hielt er sich in Nienstedt am Harz auf, danach wieder in Berlin. Zum Zeitpunkt seines Todes war Gurk bereits weitgehend vergessen. Versuche in den 1980ern, sein umfangreiches Werk für das Lesepublikum wiederzubeleben, waren letztlich wenig erfolgreich. Sein Nachlass umfasst eine große Zahl ungedruckter Romane und Theaterstücke und befindet sich teilweise im Archiv der Akademie der Künste in Berlin und im Deutschen Literaturarchiv Marbach.

## Einordnung

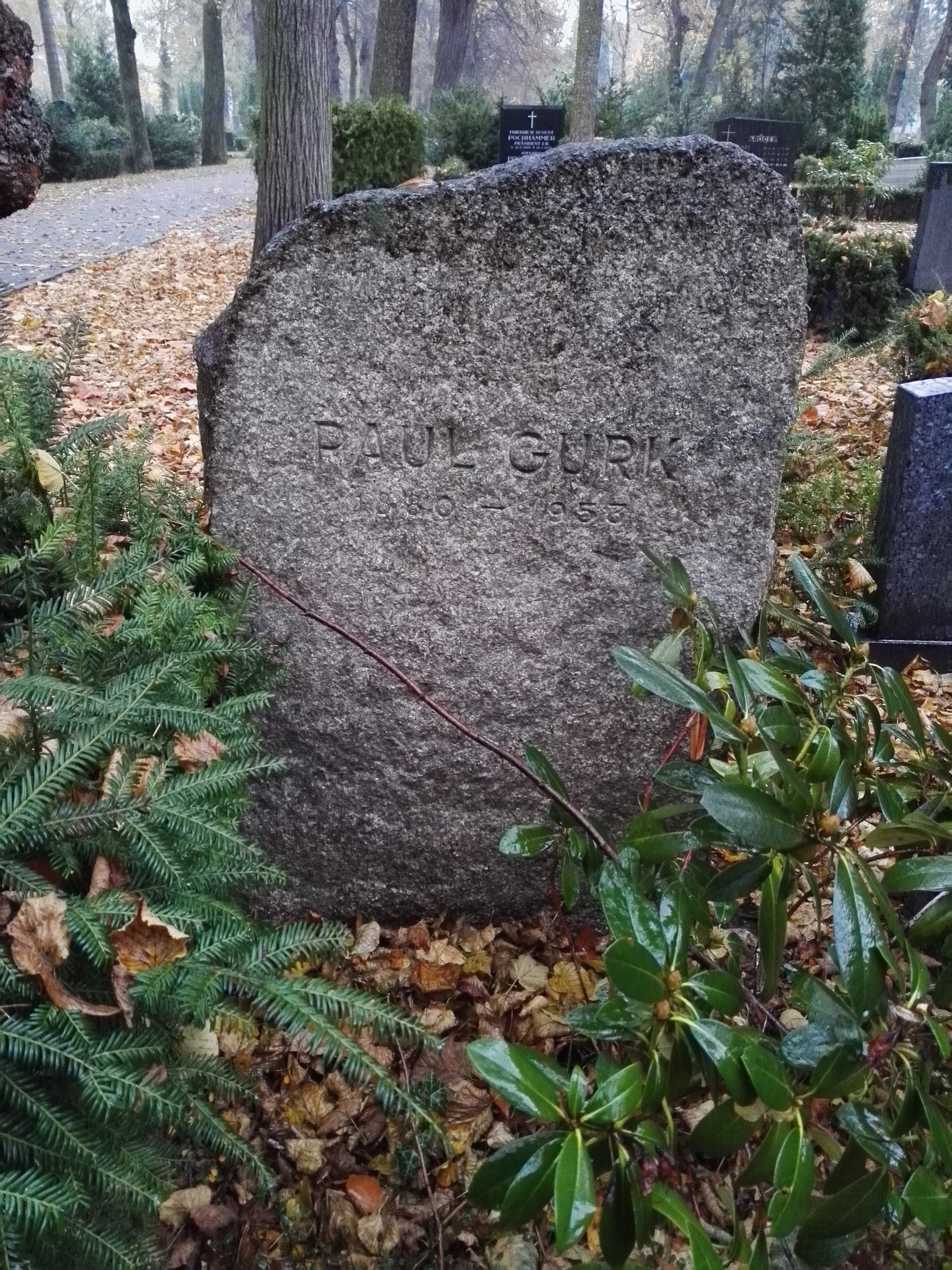
Paul Gurks Grabstätte

Gurk, der neben der schriftstellerischen Arbeit auch malte und zeichnete, ist einer der großen Außenseiter der deutschsprachigen Literatur des 20. Jahrhunderts, dessen Werk keiner der literarischen Richtungen wie Expressionismus, Surrealismus oder Neue Sachlichkeit zugeordnet werden kann, da es sowohl irrationale, antibürgerliche als auch unpolitische, pessimistische und romantische Züge trägt. Noch 1952 werden seine Werke auf fünf Seiten in der Literaturgeschichte von Paul Fechter behandelt.
Der vormalige SPD-Landtagsabgeordnete und Science-Fiction-Spezialist Hans Frey untersuchte in seiner Literaturgeschichte Aufbruch in den Abgrund – Deutsche Science Fiction zwischen 1918–1945 unter anderem auch Paul Gurks Zukunftsroman Tuzub 37. Der Mythos von der grauen Menschheit oder von der Zahl 1 (1935). Laut seiner Einschätzung ist „Tuzub 37 der literarisch höchstwertige SF-Roman, der während der NS-Zeit veröffentlicht wurde.“ Frey lobt an der Dystopie ihre „dezidiert ökologischen Töne“ und betont außerdem die „stilistischen Höhen“. Auch für den Vorgängerroman Berlin von 1934 findet Hans Frey lobende Worte: „Gurks Roman Berlin ist Döblins Werk Berlin Alexanderplatz durchaus ebenbürtig.“

## Rezeption
Paul Gurk hat sich in seinem Roman Tresoreinbruch mit der Lebensgeschichte der Gebrüder Sass befasst, die bei ihm Albert und Otto Maas heißen. Auch der Krimi-Autor Horst Bosetzky erzählte die Geschichte der berühmt-berüchtigten Berliner Tresorknacker unter dem Titel Die Brüder Sass – geliebte Ganoven (2017) neu. Bosetzky bezog sich in seinem „biografischen Kriminalroman“ explizit auf Gurk und zitierte sogar einen zweiseitigen Dialog aus dessen Buch (S. 110–112).

## Werke
- Dreifältigkeit. Friedrich Lintz Verlag, Trier 1922.
- Fabeln. Trier 1922.
- Thomas Münzer. Berlin 1922.
- Die Wege des teelschen Hans. Trier 1922.
- Das Lied von der Freundschaft. Trier 1923.
- Meister Eckehart. Trier 1925.
- Die Sprüche des Fu-Kiang. Lübeck 1927.
- Wallenstein und Ferdinand II. Lübeck 1927.
- Palang. Stuttgart 1930.
- Judas. Stuttgart [u. a.] 1931.
- Das Fest der letzten und der ersten Garbe. Berlin 1933.
- Kaiser Heinrich VI. Berlin 1933.
- Berlin. Ein Buch vom Sterben der Seele. Berlin 1934; Neuausgabe Wuppertal 2016, ISBN 978-3-938375-73-0.
- Fabeln, Märchen und Legenden. Langensalza 1934.
- Die bunten Schleier. Bremen 1935.
- Der Lockvogel. Berlin 1935.
- Tresoreinbruch. Berlin 1935. Neuausgabe: Berlin und Darmstadt 1981, ISBN 978-3-87008-097-6.
- Tuzub 37. Der Mythos von der grauen Menschheit oder von der Zahl 1. Berlin 1935.
- Magister Tinius. Chemnitz 1936.
- Gleichnisse. Berlin 1939.
- Wendezeiten. Essen (unter dem Namen Franz Grau)
  - 1. Serenissismus. 1940.
  - 2. Gapon sucht den Zaren. 1941.
  - 3. Büroassistent Tödtke. 1941.
- Goya (Roman), geschrieben 1942, Erstausgabe Wuppertal 2020, ISBN 978-3-938375-80-8[12]
- Skytenzug. Dessau 1943.
- Die Traumstadt des Kaisers Kien-Lung. Prag [u. a.] 1943.
- Iskander. Dessau 1944.
- Geschichten um Mahgub, den Töpfer. Köln 1947.
- Erste Gesichte. Frankfurt a. M. 1948.
- Die goldene Barke. Neuwied 1949.
- Der Kaiser von Amerika. Essen 1949.
- Laubenkolonie Schwanensee. Berlin (1936) 1949.
- Ein ganz gewöhnlicher Mensch. Berlin 1957.
- Seltsame Menschen. Berlin 1959.
- Gedichte 1939 - 1945 - Eine Auswahl. Mit einem Nachwort und Anhang hrsg. von Irmgard Elsner Hunt, Band XXIX der Reihe Vergessene Autoren der Moderne, Siegen 1987.